# 大江景理
大江 景理（おおえ の かげまさ、生年不詳 - 長元元年8月24日（1028年9月15日））は、平安時代中期の貴族。伊賀守・大江通理の子。官位は従四位下・左馬頭。

## 経歴
文章生となり対策に及第し、一条朝初頭に蔵人右衛門尉を務める。のち、紀伊守に遷り、正暦5年（999年）雷火に見舞われ大塔をはじめ諸堂が焼失した高野山の復興を命じられる。しかし、景理は役目にかこつけて寺領を自由に専横したという。
のち、春宮・居貞親王の春宮権大進を務め、寛弘8年（1011年）居貞親王の践祚（三条天皇）に伴って五位蔵人に補せられ、内蔵権頭を兼ねた。翌寛弘9年（1012年）右中弁に直任され、長和3年（1014年）正月には従四位下に昇叙されるが、まもなく弁官を解かれて備前守に遷っている。
長和5年（1016年）三条天皇に代わって後一条天皇が即位すると、景理は備前守も辞した。のち、左馬頭に任ぜられ、摂津守も兼ねた。
長元元年（1028年）8月24日卒去。最終官位は左馬頭兼摂津守従四位下。

## 官歴
- 時期不詳：文章生。対策[2]
- 永延元年（987年） 3月26日：見蔵人右衛門尉[3]
- 時期不詳：従五位下
- 長徳4年（998年） 日付不詳：見紀伊守[4]
- 長保元年（999年） 正月：延任2ヶ年[5]
- 長保2年（1000年） 12月2日：見春宮権大進（春宮・居貞親王）[6]
- 時期不詳：正五位下[7]
- 寛弘8年（1011年） 6月13日：五位蔵人（三条天皇践祚）、見河内守[6]。10月：得替[8]。10月5日：内蔵権頭[6]
- 寛弘9年（1012年） 8月12日：見右中弁兼丹波守[3]
- 長和2年（1013年） 日付不詳：服解[7]。10月13日：復任[7]
- 長和3年（1014年） 正月6日：従四位下[7]。正月10日：還昇[3]。正月24日：備前守。正月27日：昇殿[3]
- 長和5年（1016年） 日付不詳：去備前守[9]
- 万寿3年（1026年） 2月1日：見左馬頭[10]
- 時期不詳：摂津守
- 長元元年（1028年） 8月24日：卒去（左馬頭兼摂津守従四位下）[11]

## 系譜
『尊卑分脈』による。
- 父：大江通理
- 母：不詳
- 生母不詳の子女
  - 男子：大江清遠